# Hamazkaïne
Hamazkaïne ou officiellement Association éducative et culturelle arménienne Hamazkaïne (en arménien Համազգային) est une association pan-arménienne de la diaspora. Elle est établie le 28 mai 1928 au Caire, Égypte, par Levon Shant, Sophie Arechian, Nigole Aghbalian, Hamo Ohanjanian et Kasbar Ipekian.

## Présence dans le monde
L'association a des branches dans plusieurs pays :
- Moyen-Orient : Liban, Syrie, Égypte
- Europe : Royaume-Uni, Arménie, Bulgarie, Chypre, France, Grèce
- Amérique : Argentine, Brésil, Canada, États-Unis, Uruguay
- Australie.